# 沖荷役作業

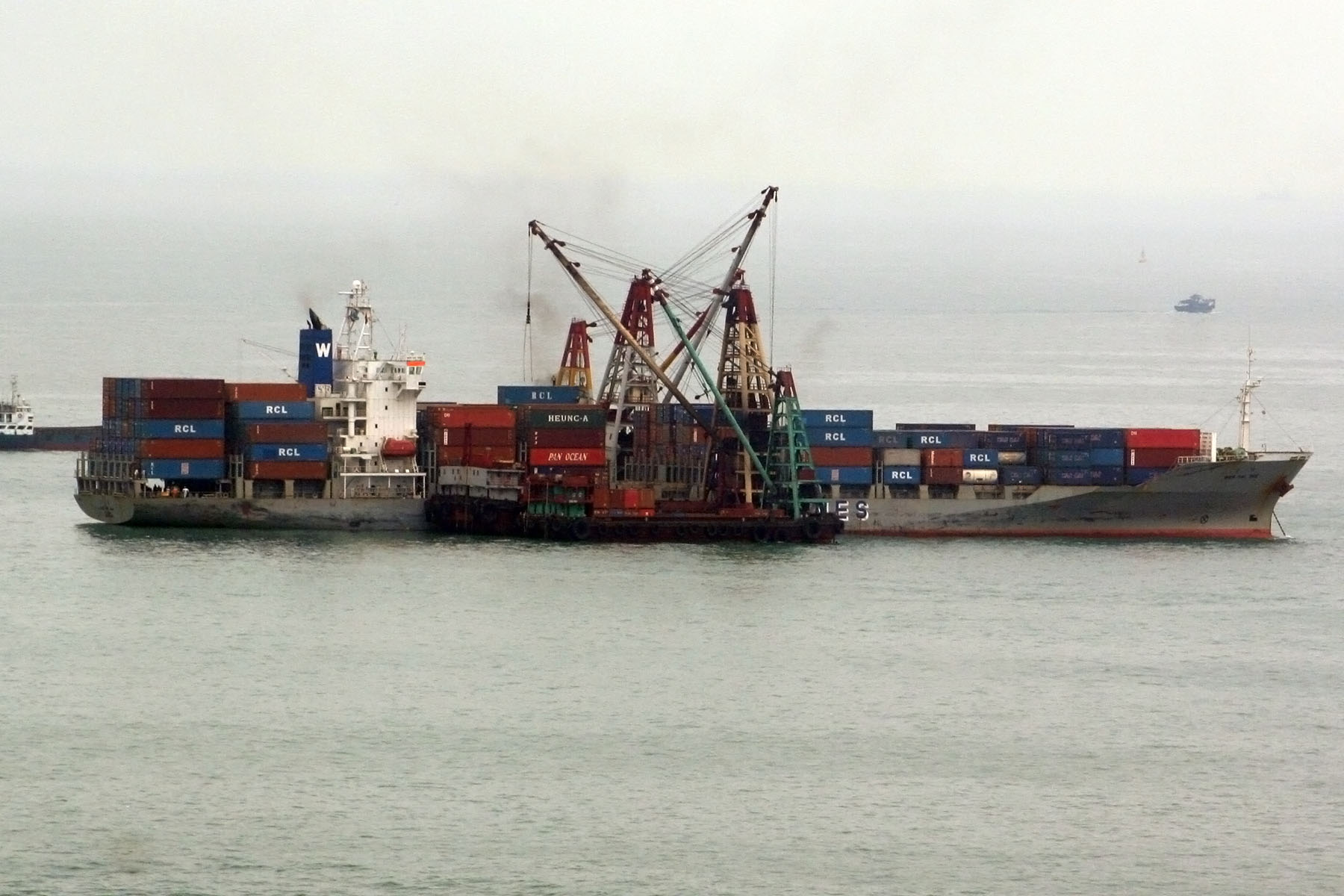
香港南丫島の沖で荷役作業しているコンテナ船

沖荷役作業（おきにやくさぎょう、中国語：中流作業、英語：mid stream operation、ミッドストリームオペレーション）は、中小型コンテナ船の間で、海上でバージのクレーンを使い、海上コンテナを積み上げたり積み下ろしたりする作業を行うことである。
沖荷役作業は香港独特の荷役形態で、世界の他の港では見えない。香港には12カ所の沖荷役作業区がある。効率が低いものの、料金がコンテナターミナルと比べて安い。また、コンテナ船の寄港時間を縮小するために、沖荷役作業は合理的になる。